# Hoyt
Hoyt és una població dels Estats Units a l'estat de Kansas. Segons el cens del 2000 tenia 571 habitants.

## Demografia
Segons el cens del 2000, Hoyt tenia 571 habitants, 206 habitatges, i 156 famílies. La densitat de població era de 512,7 habitants/km².
Dels 206 habitatges en un 42,2% hi vivien nens de menys de 18 anys, en un 60,7% hi vivien parelles casades, en un 9,2% dones solteres, i en un 23,8% no eren unitats familiars. En el 20,4% dels habitatges hi vivien persones soles el 8,7% de les quals corresponia a persones de 65 anys o més que vivien soles. El nombre mitjà de persones vivint en cada habitatge era de 2,77 i el nombre mitjà de persones que vivien en cada família era de 3,18.
Per edats la població es repartia de la següent manera: un 32,2% tenia menys de 18 anys, un 7,2% entre 18 i 24, un 31,3% entre 25 i 44, un 17,7% de 45 a 60 i un 11,6% 65 anys o més.
L'edat mediana era de 31 anys. Per cada 100 dones de 18 o més anys hi havia 99,5 homes.
La renda mediana per habitatge era de 46.806 $ i la renda mediana per família de 46.806 $. Els homes tenien una renda mediana de 35.188 $ mentre que les dones 22.750 $. La renda per capita de la població era de 15.116 $. Entorn del 4,2% de les famílies i el 7,4% de la població estaven per davall del llindar de pobresa.

## Poblacions més properes
El següent diagrama mostra les poblacions més properes.